# Víctor Retamal
Víctor Armando Retamal Ahumada (Limache, Región de Valparaíso, Chile, 6 de marzo de 1998) es un futbolista chileno. Juega de defensa y su equipo actual es Deportes Recoleta de la Primera B de Chile.

## Trayectoria
Formado en las divisiones inferiores del Santiago Wanderers comenzó a ser considerado como parte del primer equipo durante 2017 en amistosos para luego ser oficialmente parte de este en el Transición de ese año. Al no ver minutos por los caturros, siendo solo citado a la banca durante un partido, partiría en calidad de préstamo a Unión La Calera.
Con Unión La Calera tendría su debut como profesional en la tercera fecha de la Primera División 2018 y rápidamente comenzaría a destacar anotando incluso su primer gol frente a la Universidad de Chile en la fecha diez convirtiéndose al final de la primera rueda en el jugador sub-20 con más minutos en la división. Finalizada la temporada de gran manera con los caleranos finalizaría su vínculo con su club formador pero lo renovaría para partir a préstamo nuevamente a la Universidad de Concepción para disputar la Copa Libertadores 2019.
En 2020 vuelve a su equipo formador, Santiago Wanderers, para afrontar la Primera División como parte del primer equipo. Retamal fue pieza clave de la oncena titular y estuvo presente en 26 de los 34 encuentros. En 2021 siguió formando parte del plantel caturro y se mantuvo como titular recurrente, aunque a mediados de año sufrió una lesión que lo mantuvo fuera de las canchas durante 6 meses. Finalmente su club descendió a la Primera B y Víctor se mantuvo en el plantel para afrontar un posible ascenso en 2022.

## Estadísticas

### Clubes
| Club                                    | Div           | Temporada     | Liga  | Liga  | Copas nacionales | Copas nacionales | Torneos internacionales(1) | Torneos internacionales(1) | Total | Total |
| Club                                    | Div           | Temporada     | Part. | Goles | Part.            | Goles            | Part.                      | Goles                      | Part. | Goles |
| --------------------------------------- | ------------- | ------------- | ----- | ----- | ---------------- | ---------------- | -------------------------- | -------------------------- | ----- | ----- |
| Unión La Calera · Chile                 | 1ª            | 2018          | 23    | 1     | —                | —                | —                          | —                          | 23    | 1     |
| Unión La Calera · Chile                 | Total club    | Total club    | 23    | 1     | 0                | 0                | 0                          | 0                          | 23    | 1     |
| Universidad de Concepción · Chile       | 1ª            | 2019          | 9     | 0     | —                | —                | 2                          | 0                          | 11    | 0     |
| Universidad de Concepción · Chile       | Total club    | Total club    | 9     | 0     | 0                | 0                | 2                          | 0                          | 11    | 0     |
| Santiago Wanderers · Chile              | 1ª            | 2020          | 26    | 0     | —                | —                | —                          | —                          | 26    | 0     |
| Santiago Wanderers · Chile              | 1ª            | 2021          | 8     | 0     | 2                | 0                | —                          | —                          | 10    | 0     |
| Santiago Wanderers · Chile              | 2ª            | 2022          | 0     | 0     | —                | —                | —                          | —                          | 0     | 0     |
| Santiago Wanderers · Chile              | Total club    | Total club    | 34    | 0     | 2                | 0                | 0                          | 0                          | 36    | 0     |
| Total carrera                           | Total carrera | Total carrera | 66    | 1     | 2                | 0                | 2                          | 0                          | 70    | 1     |
| (1) Incluye datos de Copa Libertadores. |               |               |       |       |                  |                  |                            |                            |       |       |

### Resumen estadístico
| Competición       | Partidos | Goles |
| ----------------- | -------- | ----- |
| Primera División  | 66       | 1     |
| Copa Chile        | 2        | 0     |
| Copa Libertadores | 2        | 0     |
| Total             | 70       | 1     |